# Golden League FIAF 1995
La Golden League FIAF 1995 è stato il massimo livello del campionato italiano di football americano disputato nel 1995. È stata organizzata dalla Federazione Italiana American Football.
Al campionato hanno preso parte 10 squadre, suddivise in 2 gironi.

## Regular season

### Girone A
| Pos. | Squadra             | %V    | G  | V  | N | P  | PF  | PS  |
| ---- | ------------------- | ----- | -- | -- | - | -- | --- | --- |
| 1    | Frogs Legnano       | 1.000 | 12 | 12 | 0 | 0  | 429 | 139 |
| 2    | Knights Alessandria | .583  | 12 | 7  | 0 | 5  | 246 | 263 |
| 3    | Giaguari Torino     | .417  | 12 | 5  | 0 | 7  | 254 | 310 |
| 4    | Blackhawks Cernusco | .333  | 12 | 4  | 0 | 8  | 187 | 273 |
| 5    | Giants Bolzano      | .000  | 12 | 0  | 0 | 12 | 86  | 467 |

### Girone B
| Pos. | Squadra         | %V   | G  | V  | N | P  | PF  | PS  |
| ---- | --------------- | ---- | -- | -- | - | -- | --- | --- |
| 1    | Gladiatori Roma | .833 | 12 | 10 | 0 | 2  | 426 | 179 |
| 2    | Phoenix Bologna | .667 | 12 | 8  | 0 | 4  | 365 | 260 |
| 3    | Rhinos Milano   | .542 | 12 | 6  | 1 | 5  | 278 | 268 |
| 4    | Dolphins Ancona | .458 | 12 | 5  | 1 | 6  | 295 | 224 |
| 5    | Marlins Rimini  | .167 | 12 | 2  | 0 | 10 | 112 | 295 |

## Playoff
Accedono ai playoff le 6 squadre con la miglior percentuale di vittorie della regular season (indipendentemente dal girone di appartenenza). Completano il quadro le due vincenti delle semifinali di Silver League.
|  | Quarti di finale | Quarti di finale    | Quarti di finale |                 |    | Semifinali      | Semifinali | Semifinali |  |  | XV Superbowl | XV Superbowl  | XV Superbowl |
|  |                  |                     |                  |                 |    |                 |            |            |  |  |              |               |              |
|  | 1                | Frogs Legnano       | 40               |                 |    |                 |            |            |  |  |              |               |              |
|  | 2SL              | Lumberjacks Fiuggi  | 6                |                 |    |                 |            |            |  |  |              |               |              |
|  | 2SL              | Lumberjacks Fiuggi  | 6                |                 |    | Frogs Legnano   | 28         |            |  |  |              |               |              |
|  |                  |                     |                  |                 |    | Frogs Legnano   | 28         |            |  |  |              |               |              |
|  |                  |                     | Dolphins Ancona  | 27              |    |                 |            |            |  |  |              |               |              |
|  | 4                | Knights Alessandria | Dolphins Ancona  | 27              | 22 |                 |            |            |  |  |              |               |              |
|  | 4                | Knights Alessandria |                  |                 | 22 |                 |            |            |  |  |              |               |              |
|  | 6                | Dolphins Ancona     | 42               |                 |    |                 |            |            |  |  |              |               |              |
|  |                  |                     |                  |                 |    |                 |            |            |  |  |              | Frogs Legnano | 32           |
|  |                  |                     |                  | Gladiatori Roma | 26 |                 |            |            |  |  |              |               |              |
|  | 2                | Gladiatori Roma     | 41               |                 |    |                 |            |            |  |  |              |               |              |
|  | 1SL              | Aquile Ferrara      | 8                |                 |    |                 |            |            |  |  |              |               |              |
|  | 1SL              | Aquile Ferrara      | 8                |                 |    | Gladiatori Roma | 25         |            |  |  |              |               |              |
|  |                  |                     |                  |                 |    | Gladiatori Roma | 25         |            |  |  |              |               |              |
|  |                  |                     | Phoenix Bologna  | 20              |    |                 |            |            |  |  |              |               |              |
|  | 3                | Phoenix Bologna     | Phoenix Bologna  | 20              | 32 |                 |            |            |  |  |              |               |              |
|  | 3                | Phoenix Bologna     |                  |                 | 32 |                 |            |            |  |  |              |               |              |
|  | 5                | Rhinos Milano       | 14               |                 |    |                 |            |            |  |  |              |               |              |

### XV Superbowl
Il XV Superbowl italiano si è disputato sabato 24 giugno 1995 allo Stadio Alfiero Moretti di Cesenatico (FC), e ha visto i Frogs Legnano superare i Gladiatori Roma per 32 a 26.
Il titolo di MVP della partita è stato assegnato a Paolo Verrini, Cornerback dei Frogs.
- Frogs Legnano campioni d'Italia 1995 e qualificati all'Eurobowl 1996.